# George Armstrong Custer
George Armstrong Custer (New Rumley, Ohio, 5 de diciembre de 1839-Little Big Horn, Montana, 25 de junio de 1876) fue un oficial de caballería del Ejército de los Estados Unidos que participó en la guerra de Secesión y en las guerras Indias. Criado en Míchigan y Ohio, Custer fue admitido en la academia de West Point en 1857, donde se graduó como el último de su clase en 1861. Al estallido de la guerra de Secesión permaneció en el Ejército de la Unión.
Durante este conflicto se ganó una gran reputación. Participó en el primer gran combate, la primera batalla de Bull Run, librada el 21 de julio de 1861 cerca de Washington D. C. Su asociación con varios oficiales importantes y su gran desempeño como comandante de caballería le permitieron ascender, pues con solo veintitrés años obtuvo el rango de general de brigada. Una semana después de este ascenso, combatió en la batalla de Gettysburg, en la que lideró varias cargas de caballería que impidieron que las fuerzas montadas confederadas atacaran la retaguardia unionista. Custer resultó herido en la batalla de Culpeper, en Virginia, el 13 de septiembre de 1863. Al año siguiente recibió otra estrella y el ascenso a general de división. Al final de la campaña de Appomattox, en la que él y sus tropas desempeñaron un papel decisivo, Custer estuvo presente en la rendición del general Robert E. Lee ante el general Ulysses S. Grant, firmada el 9 de abril de 1865.
Después de la guerra de Secesión, Custer conservó el rango de general de brigada en el cuerpo de militares Voluntarios de Estados Unidos hasta que este fue desmovilizado en febrero de 1866. Recuperó el rango permanente de capitán y después fue nombrado general de brigada del 7.º Regimiento de Caballería en julio de 1866. Fue destinado al Oeste en 1867 para combatir en las guerras Indias. Casi una década después, el 25 de junio de 1876, mientras dirigía al 7.º de Caballería, Custer y dos de sus hermanos murieron en la batalla de Little Bighorn, que se libró en el territorio de Montana contra una coalición de tribus indias encabezadas por Caballo Loco y Toro Sentado. Esta derrota se hizo tan famosa que ensombreció todos los logros anteriores de George Custer.

## Infancia y juventud
Custer nació en New Rumley (Ohio), hijo de Emanuel Henry Custer (1806-1892), herrero y granjero, y su mujer Marie Ward Kirkpatrick (1807-1882). A lo largo de su vida Custer fue conocido por multitud de apodos: en su infancia fue llamado "Autie" (tal como de niño pronunciaba su segundo nombre) y Armstrong. Sus soldados le llamaban "Curley" y "Jack" (una transcripción fonética de las iniciales G-A-C escritas en su mochila). Cuando se dirigió al oeste, hacia las grandes llanuras indias, le llamaron Yellow Hair (cabello amarillo) y "Son of the Morning Star" (hijo de la estrella matutina). Sus hermanos Thomas y Boston Custer murieron combatiendo junto a él en la batalla de Little Big Horn, al igual que su cuñado, James Calhoun, y su sobrino, Henry Armstrong Reed. Otros de sus hermanos fueron Nevin y Margaret Custer; tenía también tres medio hermanos mayores que él.
La familia Custer había emigrado a América a finales del siglo XVII desde Westfalia (Alemania). Su apellido original era "Küster". George Armstrong Custer era el tataranieto de Arnold Küster, que vivió en Kaldenkirchen (Ducado de Jülich) —actualmente el estado federado de Renania del Norte-Westfalia— antes de mudarse a Hanover (Pensilvania).[cita requerida] Faust refiere una historia ligeramente diferente: su antepasado habría sido un soldado hessiano, liberado en 1778 tras la rendición de Burgoyne. Este investigador también afirmó que Custer cambió su apellido no solo para evitar complicaciones, sino para librarse del estigma de su ascendencia hessiana, que resultaba tan ofensiva para la sensibilidad estadounidense.
El nombre de soltera de la madre de Custer era Marie Ward y era de ascendencia inglesa y escocesa-irlandesa. Con dieciséis años se había casado con Israel Kirkpatrick, quien murió en 1835. Al año siguiente contrajo matrimonio con Henry Custer. Sus abuelos, George Ward (1724-1811) y Mary Ward (1733-1811, Grier de soltera), eran del condado de Durham, en Inglaterra. Su hijo James Grier Ward (1765-1824) había nacido en Dauphin (Pensilvania) y se casó con Catherine Rogers (1776-1829). Su hija, Marie Ward, fue la madre de Custer. Catherine Rogers era la hija de Thomas Rogers y Sarah Armstrong. Según las cartas familiares reunidas en The Custer Story, Custer recibió su nombre de George Armstrong, sacerdote, por las esperanzas de su devota madre de que algún día su hijo se hiciese clérigo.

## Carrera militar

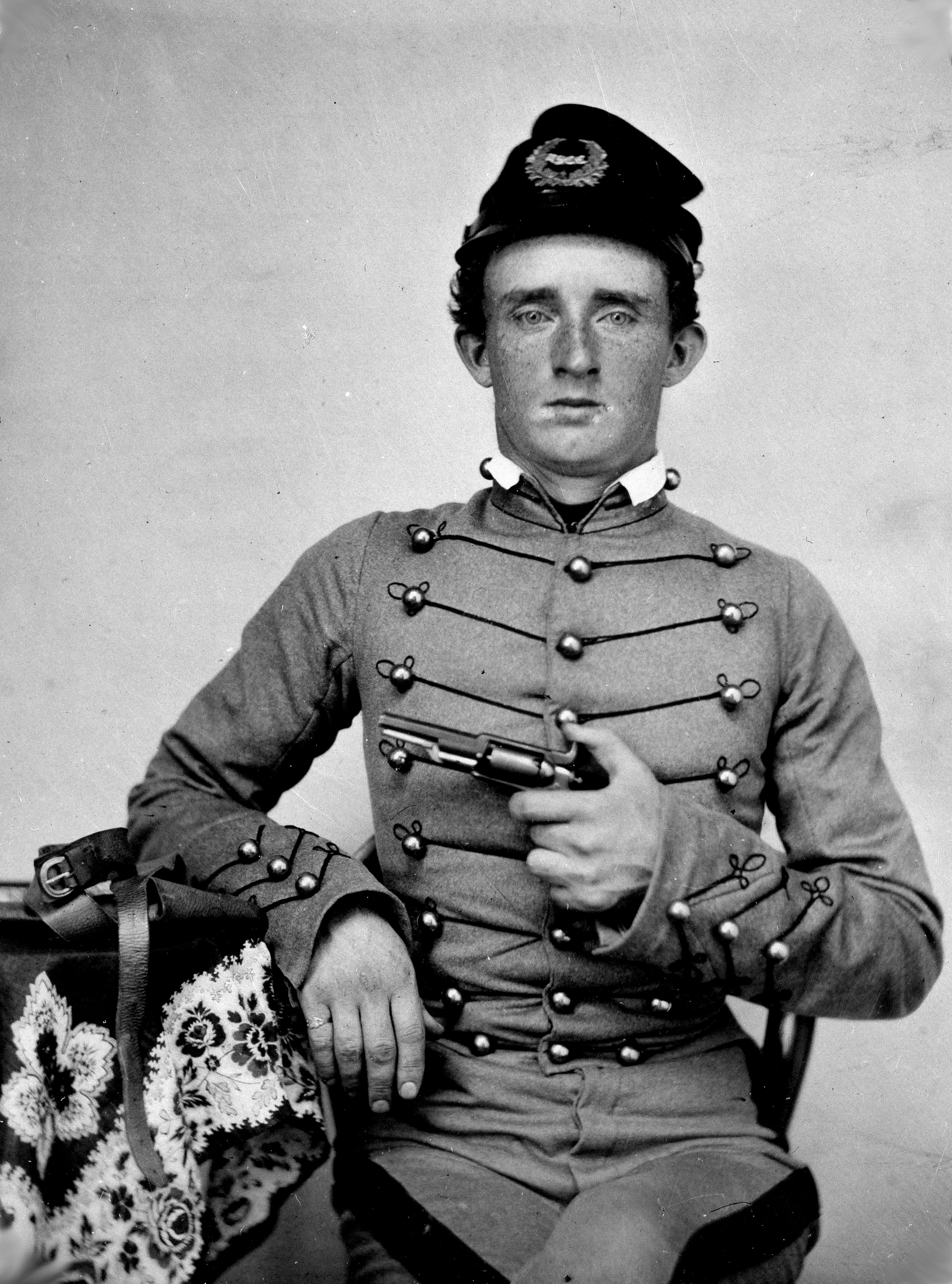
El cadete George Armstrong "Autie" Custer, ca. 1859.

Custer pasó buena parte de su infancia viviendo con sus medio hermanos mayores en Monroe, Míchigan, donde inició su formación. Antes de ingresar en la escuela militar de West Point, Custer estudió en la Escuela Normal McNeely (llamada más adelante Colegio Normal Hopedale) en Hopedale, Ohio, conocida entonces por ser el primer colegio coeducacional para profesores en el este de Ohio. Mientras se formaba allí, se sabe que Custer trabajaba transportando carbón con su compañero William Enos Emery, para ayudar a pagar su habitación y sus clases. Custer se graduó de la escuela McNeely en 1856.
En 1861, un año antes de lo previsto, se graduó como el último de los 34 cadetes de su promoción, poco antes del estallido de la Guerra de Secesión. Normalmente, y suponiendo que hubiera llegado a graduarse, ese historial lo habría llevado a un oscuro puesto y una más que discreta carrera militar; pero tuvo la "fortuna" de que estallase la guerra y que la mayoría de los cadetes, sureños, se pasasen a la Confederación. Su estancia en la academia resultó algo tortuosa, y estuvo cerca de ser expulsado en varias ocasiones por su escasa aplicación, su indisciplina y las burlas a las que sometía a algunos de sus camaradas.

## La Guerra Civil

### McClellan y Pleasonton

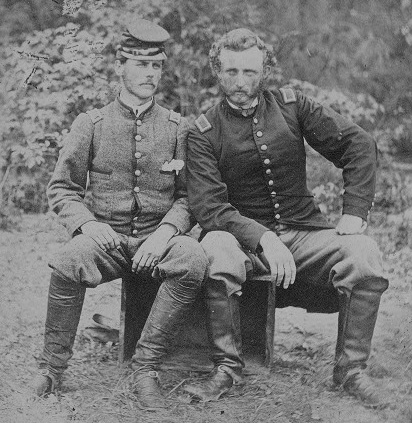
El teniente segundo George Custer (derecha) con el teniente confederado Washington, prisionero, en Fair Oaks, 1862 (Biblioteca del Congreso de Estados Unidos).

Custer fue nombrado teniente segundo del Ejército de los Estados Unidos y agregado al 2.º Regimiento de Caballería. Al poco de unirse a su nueva unidad, participó en la primera batalla de Bull Run, en la que el comandante Winfield Scott lo nombró mensajero de su correspondencia con el mayor general Irvin McDowell. Después de la batalla, Custer fue transferido al 5.º de Caballería, en el que sirvió durante los primeros días de la Campaña de Península en (1862). Durante la persecución de las fuerzas confederadas del general Joseph E. Johnston, el 24 de mayo de 1862, Custer convenció a un coronel de que le permitiese dirigir un ataque con cuatro compañías de infantería de Míchigan sobre el río Chickahominy, por encima de New Bridge. El ataque resultó un éxito, con más de 50 prisioneros confederados, y el mismo mayor general George B. McClellan, comandante del Ejército del Potomac, lo elogió como una «maniobra muy elegante», felicitó personalmente a Custer y lo agregó a su personal de campaña con el rango temporal de capitán. Este fue probablemente el inicio de la eterna persecución de fama de Custer. En una ocasión, cuando McClellan y su equipo estaban reconociendo un vado en el río Chickahominy, tuvieron que detenerse brevemente. Custer oyó a su comandante murmurar para sí: «Me gustaría saber qué profundidad tiene», e inmediatamente se lanzó al agua con su caballo, volviéndose hacia los asombrados oficiales y exclamando triunfal: «¡Es así de profundo, señor General!».

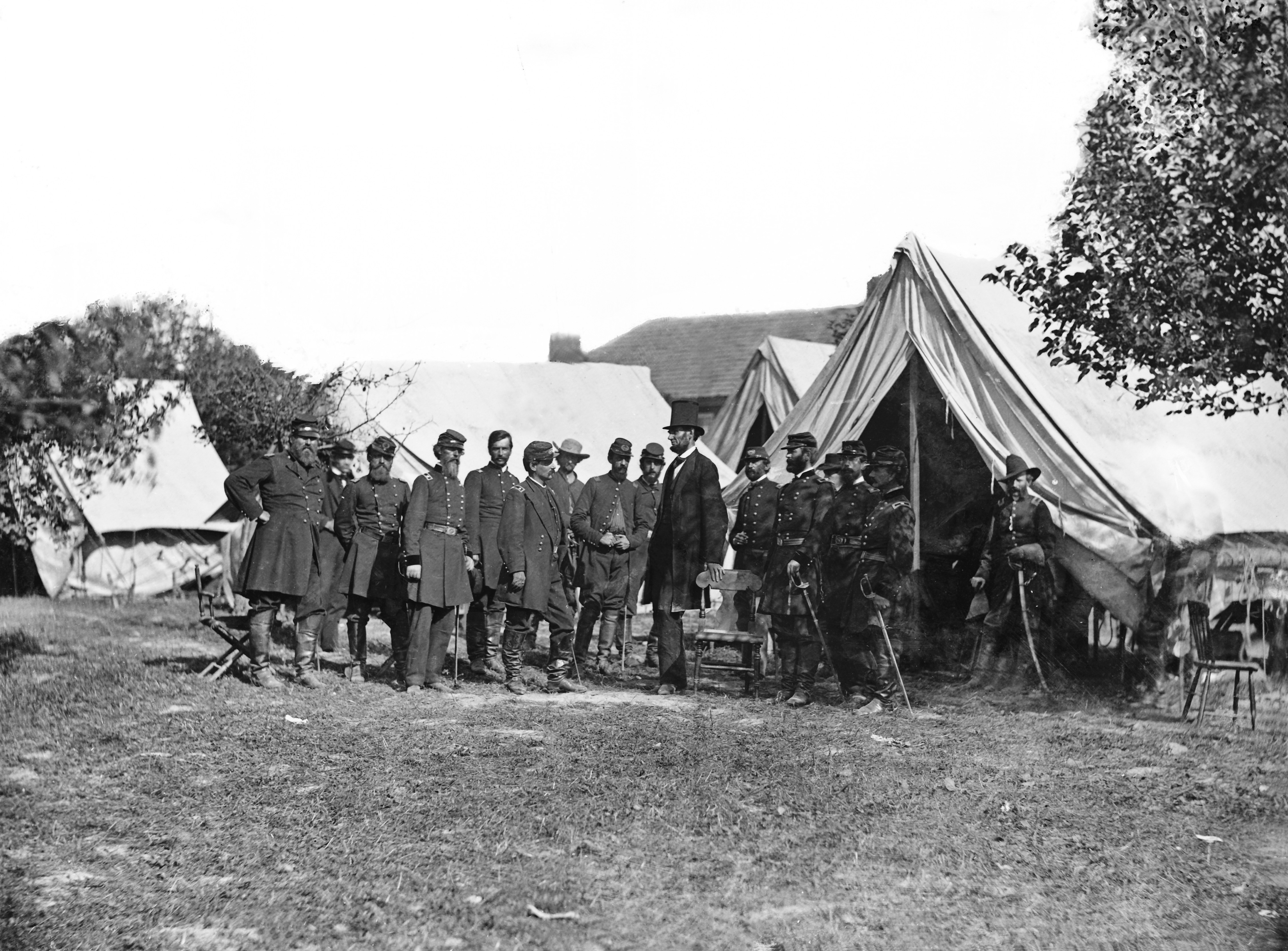
Custer (derecha) con el presidente Lincoln, George B. McClellan y otros oficiales en la batalla de Antietam, 1862.

Cuando el incompetente general McClellan fue destituido, en noviembre de 1862, Custer recuperó su rango original de teniente. Entró en el círculo del mayor general Alfred Pleasonton, que comandaba una división de caballería. El general introdujo a Custer en el gusto por la extravagancia en el uniforme y las maniobras políticas, convirtiendo al joven teniente en su protegido, que servía en el personal del general Pleasonton al tiempo que mantenía su posición en su regimiento. Se refiere que Custer dijo entonces que «ningún padre podría amar a su hijo más de lo que el general Pleasonton me quiere a mí».[cita requerida] Tras la batalla de Chancellorsville, Pleasonton se convirtió en comandante del cuerpo de caballería del Ejército de Potomac, siendo su primera misión localizar al ejército del general Lee, atravesando el valle de Shenandoah a principios de la campaña de Gettysburg. En esta primera misión como comandante, Custer exhibió un personal y vistoso uniforme que en un principio extrañó a sus hombres, hasta que viéndolo conducir las cargas en primera línea —a diferencia de muchos oficiales, que preferían organizar el ataque desde la seguridad de la retaguardia— sus propios hombres empezaron a imitar su estilo. Custer se distinguía por sus acciones intrépidas y temerarias, y tuvo numerosas ocasiones de demostrar su valor durante la campaña, especialmente en las batallas de Brandy Station y Aldie.

### General de brigada en Gettysburg

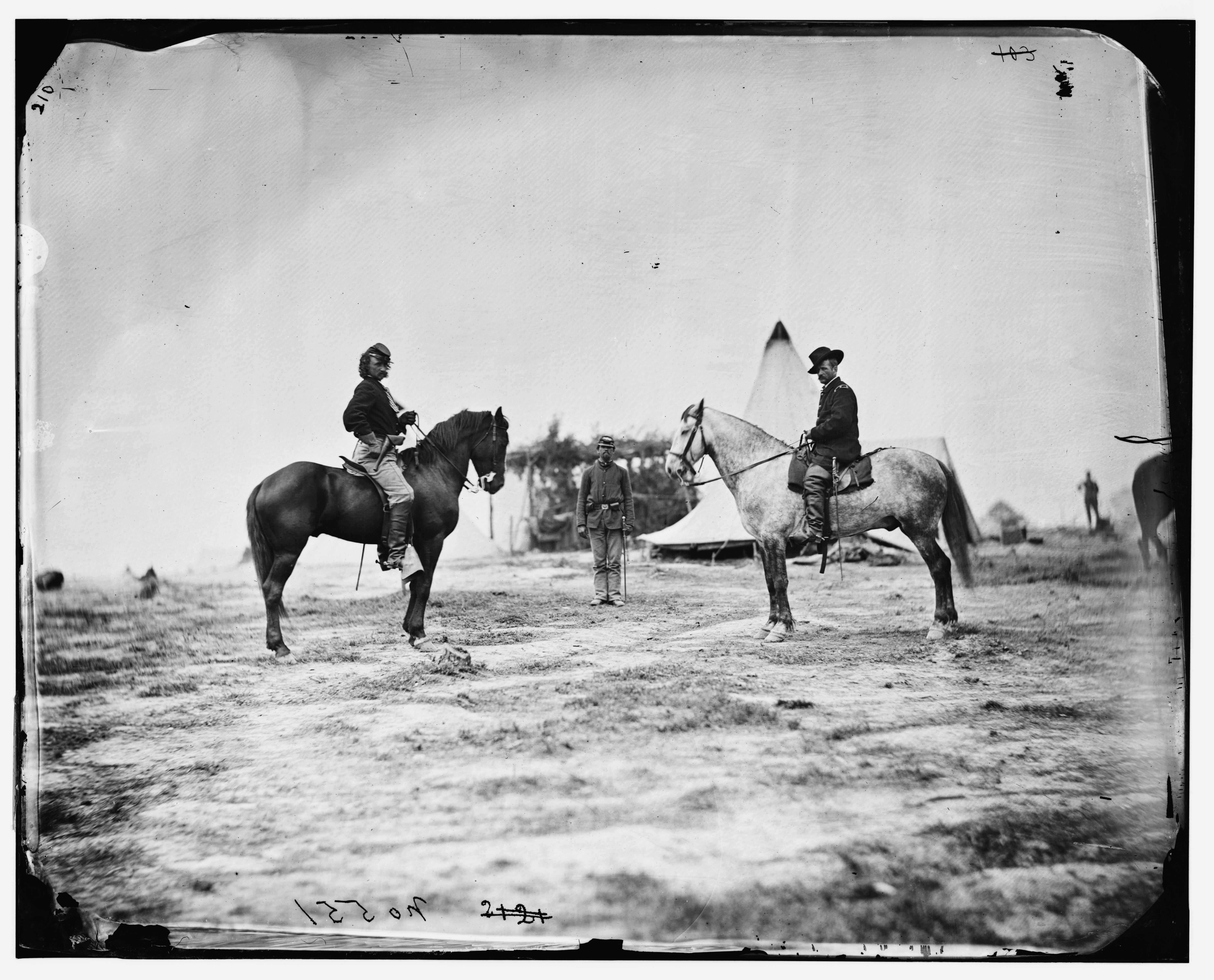
El capitán Custer (izquierda) con el general Alfred Pleasonton a caballo, en Falmouth, Virginia.

El 28 de junio de 1863, tres días antes de la batalla de Gettysburg, el general Pleasonton ascendió a Custer de capitán a general de brigada de los voluntarios, a pesar de carecer de experiencia de mando. Custer se convirtió así en uno de los generales más jóvenes del Ejército de los Estados Unidos, con tan solo 23 años. Otros dos capitanes (Wesley Merritt y Elon J. Farnsworth) fueron ascendidos junto a Custer, aunque tampoco tenían experiencia como comandantes. Custer se apresuró a contagiar a su brigada, parte de la división del General Judson Kilpatrick, del espíritu agresivo que lo caracterizaba. Combatió contra la caballería confederada del mayor general J. E. B. Stuart en las batalla de Hanover y Hunterstown antes del choque principal de Gettysburg.
El estilo combativo de Custer se ha considerado en ocasiones inconsistente o insensato, pero el análisis táctico de la batalla fue siempre la base de las "avalanchas" de Custer. Tal como Marguerite Merrington explica en The Custer Story in Letters,

George Custer exploraba meticulosamente los campos de batalla ocupados por enemigos (sic), sus puntos débiles y fuertes, valoraba la mejor línea de ataque y sólo después de quedar satisfecho se producía la vociferante "tromba de Custer" de Míchigan, causando una sorpresa total y resultando invariablemente en la derrota del enemigo.

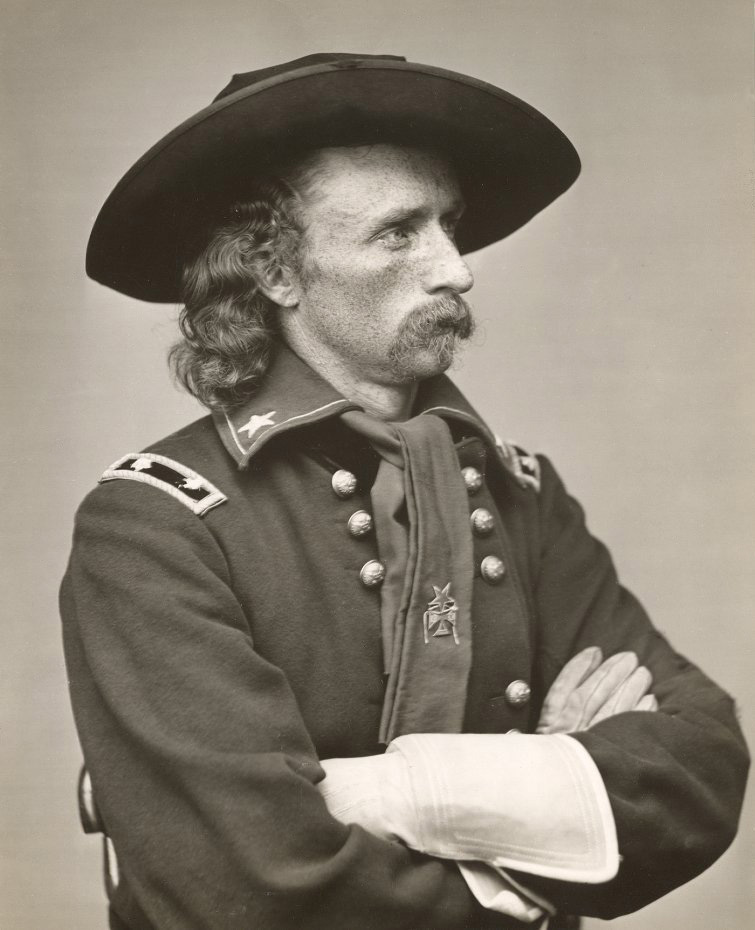
George Armstrong Custer, fotografía de la década de 1860.

Una de sus mejores bazas durante la guerra civil fue lo que el mismo Custer definió como «suerte», que le permitió esquivar algunas de esas acusaciones.
En Hunterstown, después de una acusación malintencionada de Kilpatrick contra la brigada de Wade Hampton, Custer cayó de su caballo herido —directamente frente al enemigo—, expuesto ante un nutrido fuego de fusil. Fue rescatado por el corneta del 1.er Regimiento de Caballería de Míchigan, Norville Churchill, quien se acercó al galope, disparando al atacante más cercano a Custer, y, tras hacerle un hueco a Custer a la grupa de su caballo, volvió rápidamente hacia una zona a cubierto.
Uno de los momentos más brillantes de Custer durante toda la guerra ocurrió al este de Gettysburg, el 3 de julio de 1863. Mientras se producía la carga de Pickett desde el oeste, Robert E. Lee envió a la caballería de Stuart hacia el flanco del ejército de la Unión. Custer, viendo que la división de caballería del general de brigada David McM. Gregg estaba expuesta al ataque de Stuart, lo convenció de que le permitiese unirse a la defensa, mientras su propia división permanecía al sur de la posición. Durante el tercer día de la batalla de Gettysburg, se sucedieron cruentos combates cuerpo a cuerpo. Custer condujo entonces la carga del 1.er Regimiento de Caballería de Míchigan, que rompió la retaguardia del ataque confederado. En total, la brigada de Custer contabilizó 257 bajas en Gettysburg, más que cualquier otra división de caballería de la Unión.

### Matrimonio

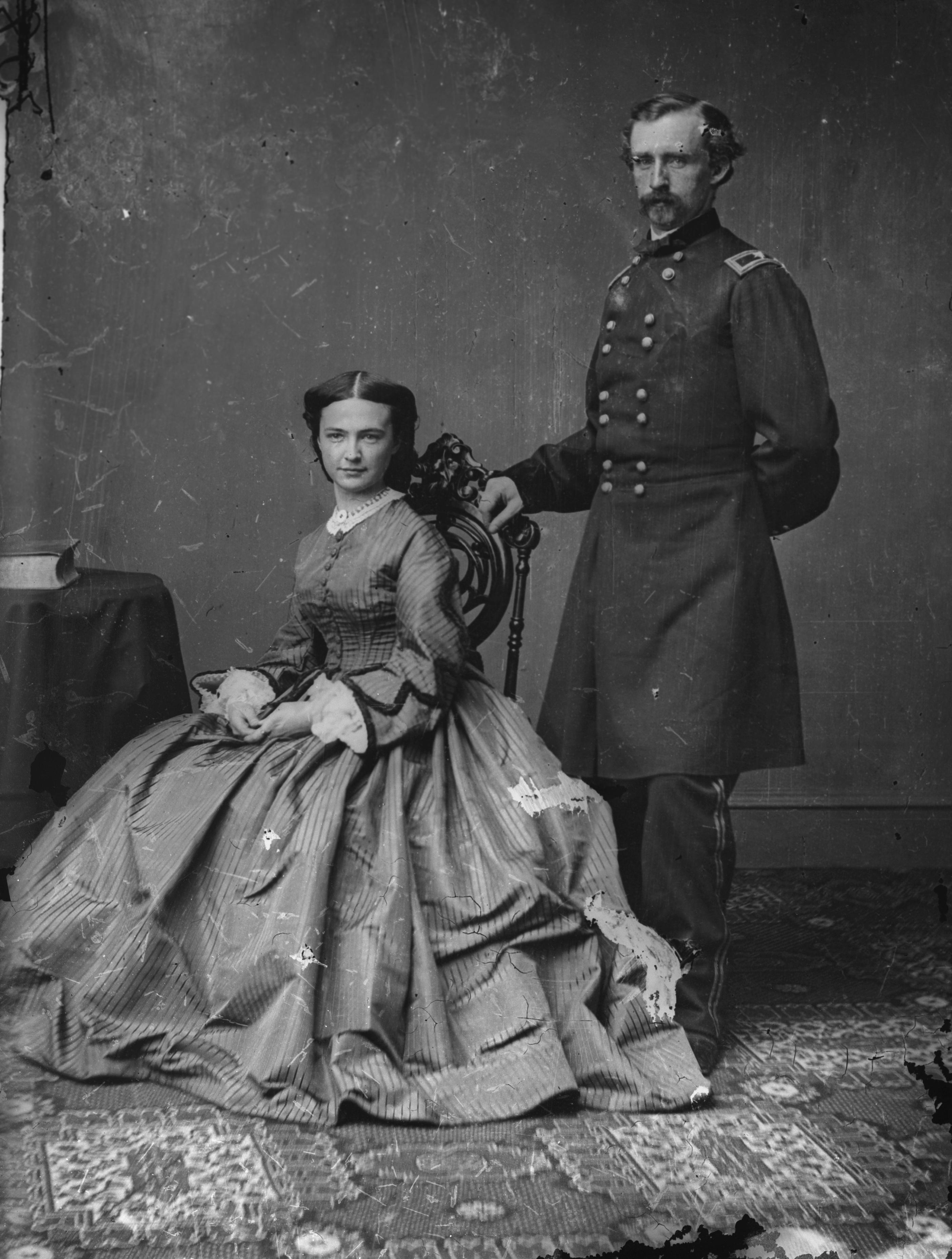
George y Libbie Custer, 1864.

Custer se casó con Elizabeth Bacon Custer (1842-1933) el 9 de febrero de 1864.
Después de la batalla del río Washita, en noviembre de 1868, Custer presumiblemente se casó con Monahseetah, hija del jefe cheyenne Little Rock (muerto durante la batalla), con la que habría vivido durante el invierno y la primavera de 1868-69. Monaseetah tuvo un hijo en enero de 1869, apenas dos meses después de la batalla de Washita; aunque la tradición cheyenne refiere que tuvo otro hijo —de Custer— a finales de 1869.

### "El valle" y Appomattox
Cuando el cuerpo de caballería del Ejército del Potomac fue reorganizado bajo el mayor general Philip Sheridan, en 1864, Custer tomó parte en diversas acciones de caballería durante la campaña Overland. En esa campaña Custer obtuvo, por primera vez, el mando de una división tras la batalla de Wilderness, y combatió en la batalla de Yellow Tavern —en la que Jeb Stuart resultó mortalmente herido— y la batalla de Trevilian Station, donde Custer sufrió la humillación de ver los suministros de la división —que incluía su equipaje personal— capturados por el enemigo. Cuando el general confederado Jubal A. Early se desplazó al valle de Shenandoah, amenazando la misma capital de los Estados Unidos, la división de Custer fue enviada junto a Sheridan a las llamadas Campañas del Valle de 1864. Custer persiguió a los confederados hasta provocar la batalla de Opequon, y destruyó con eficacia el ejército de Early durante la batalla de Cedar Creek.
Tras derrotar a Early, Custer y Sheridan volvieron a las líneas del ejército de la Unión, que asediaba la ciudad de Petersburg, pasando allí el invierno siguiente. En abril de 1865, las líneas confederadas se desmoronaron finalmente, y Robert E. Lee comenzó a retirarse hacia el juzgado de Appomattox, perseguido por la caballería nordista. Custer se distinguió durante sus acciones en la batalla de Waynesboro, la batalla de Dinwiddie y la batalla de Five Forks. Su división bloqueó la retirada de Lee durante su última jornada y recibió personalmente la bandera de la tregua de las fuerzas confederadas. Finalmente, Custer estuvo presente en la ceremonia de rendición en el juzgado de Appomatox, y la mesa sobre la que se firmó el documento le fue regalada personalmente como una recompensa por su papel durante la guerra. Antes del fin de la guerra Custer fue ascendido a general de brigada y mayor general del ejército regular (13 de marzo de 1865) y mayor general del ejército de voluntarios (15 de abril de 1865). Como la mayoría de los ascensos concedidos en tiempo de guerra —incluso en ejércitos regulares—, estos ascensos mayores fueron solo temporales.

## Guerras indias

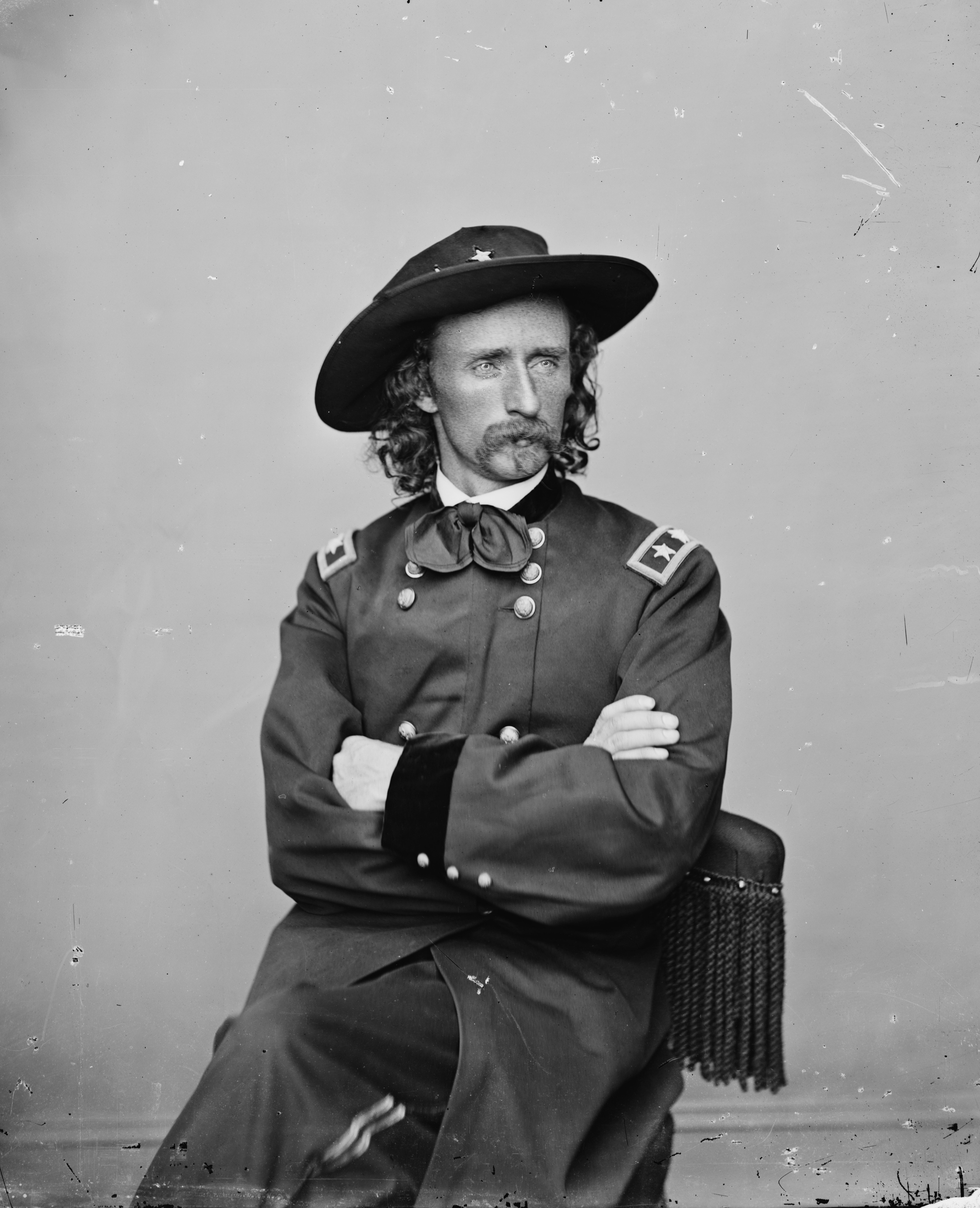
Mayor general George Armstrong Custer, Ejército de los, 1865.

El 1 de febrero de 1866, Custer fue desconvocado del servicio voluntario y recuperó su rango oficial como capitán del ejército regular, y pasó a ser asignado al 5.º de Caballería. Custer se tomó su tiempo para decidirse, explorando primero sus opciones en Nueva York, donde se planteó trabajar en el sector ferroviario o la minería. Habiéndosele ofrecido un cargo como ayudante general del ejército de Benito Juárez, en México, quien ya llevaba dos años combatiendo contra el autoproclamado Maximiliano I —títere del gobierno francés—, Custer solicitó una excedencia de cuatro años del servicio en el ejército estadounidense, pero su petición fue bloqueada por el secretario de Estado de los EE. UU., William H. Seward, quien no deseaba ofender al gobierno francés.
Tras la muerte de su suegro en mayo de 1866, Custer regresó a Monroe (Míchigan), donde al parecer consideró la posibilidad de iniciar una carrera política en el Congreso, discutiendo públicamente sobre el tratamiento que debía darse a los estados del sur tras el desenlace de la Guerra de Secesión, y abogando por una política de moderación. En septiembre de 1866 acompañó al presidente Andrew Johnson en un viaje de campaña política por los estados del sur. Custer negó ante la prensa que se le hubiese prometido un cargo de coronel a cambio de su apoyo, aunque en realidad Custer había solicitado algunas semanas antes que se le concediese algún tipo de comisión por su respaldo.
Custer fue nombrado teniente coronel del recién creado 7.º Regimiento de Caballería, con base en Fort Riley (Kansas). Como resultado de su petición a su patrón, el general Philip Sheridan, Custer también fue nombrado Brevet Major General. Poco después, participó en la campaña del mayor general Winfield Scott Hancock contra los cheyenne, una expedición que se prolongó hasta 1867.
Su carrera sufrió una breve interrupción cuando, terminada la campaña de Hancock, fue juzgado por una corte marcial en Fort Leavenworth, Kansas, por deserción (había abandonado su puesto sin autorización para reunirse con su esposa). Custer fue suspendido del servicio por un año. Sin embargo, regresó al cargo en 1868, antes de que su sanción hubiese expirado, por petición específica del mayor general Sheridan, quien quería contar con Custer para la campaña de invierno contra los cheyennes.
A las órdenes de Sheridan, Custer participó en la construcción de un campamento de suministros en territorio indio a principios de noviembre de ese año, base que debía facilitar el reavituallamiento del ejército durante la inminente campaña. Custer condujo al 7.º de Caballería al ataque contra un campamento cheyenne del jefe Tetera Negra, en lo que se ha conocido como la batalla del río Washita, el 27 de noviembre de 1868. Custer afirmó haber acabado con 103 guerreros indios, aunque las estimaciones ofrecidas por los propios cheyennes supervivientes eran bastante inferiores. También murieron algunas mujeres y niños, y 53 de ellos fueron tomados prisioneros. Custer ordenó asimismo a sus tropas disparar a la mayoría de los 875 ponis indios que habían capturado en el campamento. Esta fue considerada la primera victoria estadounidense en la guerra contra los comanches, y forzó el desplazamiento de una parte significativa de la población nativa cheyenne al territorio designado por el gobierno como reserva india.
En 1873, Custer fue asignado a la protección de un equipo de inspección ferroviaria en territorio sioux (Dakota del Norte). El 4 de agosto de 1873 cerca del río Tongue, Custer y su 7.º de Caballería tuvieron el primer choque contra los sioux. Solo murió un hombre de cada bando. Al año siguiente, Custer dirigió una expedición a las Colinas Negras (Black Hills) y anunció el descubrimiento de oro en French Creek (actualmente Custer, Dakota del Sur). El anuncio de Custer aceleró la llegada de pioneros empujados por la fiebre del oro y dio pie al nacimiento de Deadwood, la legendaria ciudad sin ley donde moriría Wild Bill Hickok en 1876.

## Grant, Belknap y la política

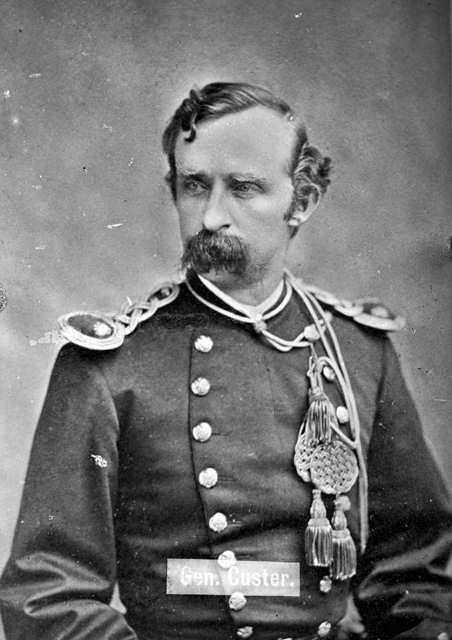
El teniente coronel George A. Custer, 7.º Regimiento de Caballería, ca. 1875.

La expedición contra los sioux debía abandonar el fuerte Abraham Lincoln el 6 de abril de 1876, pero el 15 de marzo Custer fue reclamado en Washington para declarar contra el secretario de Guerra de los EE. UU., William W. Belknap y Orville, el hermano del presidente Grant, en las rondas de entrevistas organizadas por el Congreso en torno al escándalo de Belknap. Después de testificar el 29 de marzo y el 4 de abril, tuvo que volver a pronunciarse en favor de los demócratas antes de que se formase la comisión Banning. Después de que Belknap fuese acusado, Custer logró que Belknap —que dependía en gran medida de la declaración de Custer— fuese liberado de los cargos, y abandonó Washington el 20 de abril. En lugar de regresar directamente al fuerte Lincoln, Custer aprovechó para visitar la Exposición del Centenario en Filadelfia y viajó a Nueva York para visitar a sus editores. Estando en Nueva York recibió una citación del Senado, posiblemente promovida por el mismo presidente Grant.
De nuevo en Washington el 21 de abril, Custer se vio convertido en el centro de una campaña de desprestigio dirigida por los medios de orientación republicanos y acusado de perjurio y mal tratamiento para con sus camaradas oficiales. El general Sherman solicitó al nuevo Secretario de Guerra, Alphonse Taft, que redactase una carta solicitando la liberación de Custer para que este pudiese asumir el mando de las tropas acuarteladas en Fort Lincoln para la campaña contra los sioux. El presidente Grant ordenó el bloqueo de la carta y requirió a Taft que nombrase a otro oficial para que dirigiese la operación. El general de brigada Alfred Terry determinó que no había otro oficial disponible con el rango necesario para asumir ese mando, así que decidió nombrar a un reemplazo por su cuenta. Sorprendido de haber sido relegado, Custer gestionó con los encargados del proceso de impeachment su propia liberación. El General Sherman aconsejó a Custer que no abandonase la ciudad antes de haberse entrevistado personalmente con el presidente Grant. El coronel Rufus Ingalis medió ante Grant para obtener una audiencia para Custer, pero el presidente se negó. La noche del 3 de mayo, Custer tomó un tren hacia Chicago.
A la mañana siguiente, el general Sherman envió un telegrama a su homólogo Sheridan, ordenándole interceptar el tren de Custer y detenerle hasta órdenes posteriores. Sheridan también fue instruido para organizar la expedición contra los sioux bajo el mando del Mayor Reno. Sherman, Sheridan y Terry estaban de acuerdo en la conveniencia de enviar a Custer como líder de esa campaña, pero no podían oponerse a la presión presidencial. En este sentido, Sherman escribió a Terry:

"La actividad política de Custer ha comprometido a sus mejores amigos por aquí, y prácticamente nos ha privado de la posibilidad de ayudarle".

El general de brigada Terry se encontró con Custer en Saint Paul (Minnesota) el 6 de mayo, un momento del cual posteriormente diría:

"Custer, con lágrimas en los ojos, me rogó que le ayudase. ¿Cómo podía resistirlo?"

Terry explicó a Grant que no quería cuestionar sus órdenes, pero concedió a Custer la posibilidad de conducir la expedición, que Sheridan calificó en términos negativos, aceptando la "culpabilidad" de Custer y exigiéndole mayor contención en el futuro. Grant también estaba sometido a cierta presión por su conducta para con Custer, y existía un clima de preocupación, que temía ver comprometida la campaña si ésta no iba encabezada por él. Del mismo modo, Grant podía ser culpado de desoír los consejos de los superiores de Custer, así que tenía pocas opciones aparte de la indulgencia. El 8 de mayo Custer fue al fin informado de que conduciría al 7.º Regimiento, pero bajo la supervisión directa del general Terry.
Antes de abandonar Saint Paul, Custer comentó al ingeniero jefe de Terry, el capitán Ludlow, confesándole que "cortaría amarras" con Terry en la primera ocasión que tuviera. Este comentario ha hecho que muchas de las críticas que se volcaron sobre Custer a causa del inminente desastre le acusasen de querer reclamar la victoria para sí solo, sin contar con el apoyo de Terry.

## Batalla de Little Big Horn

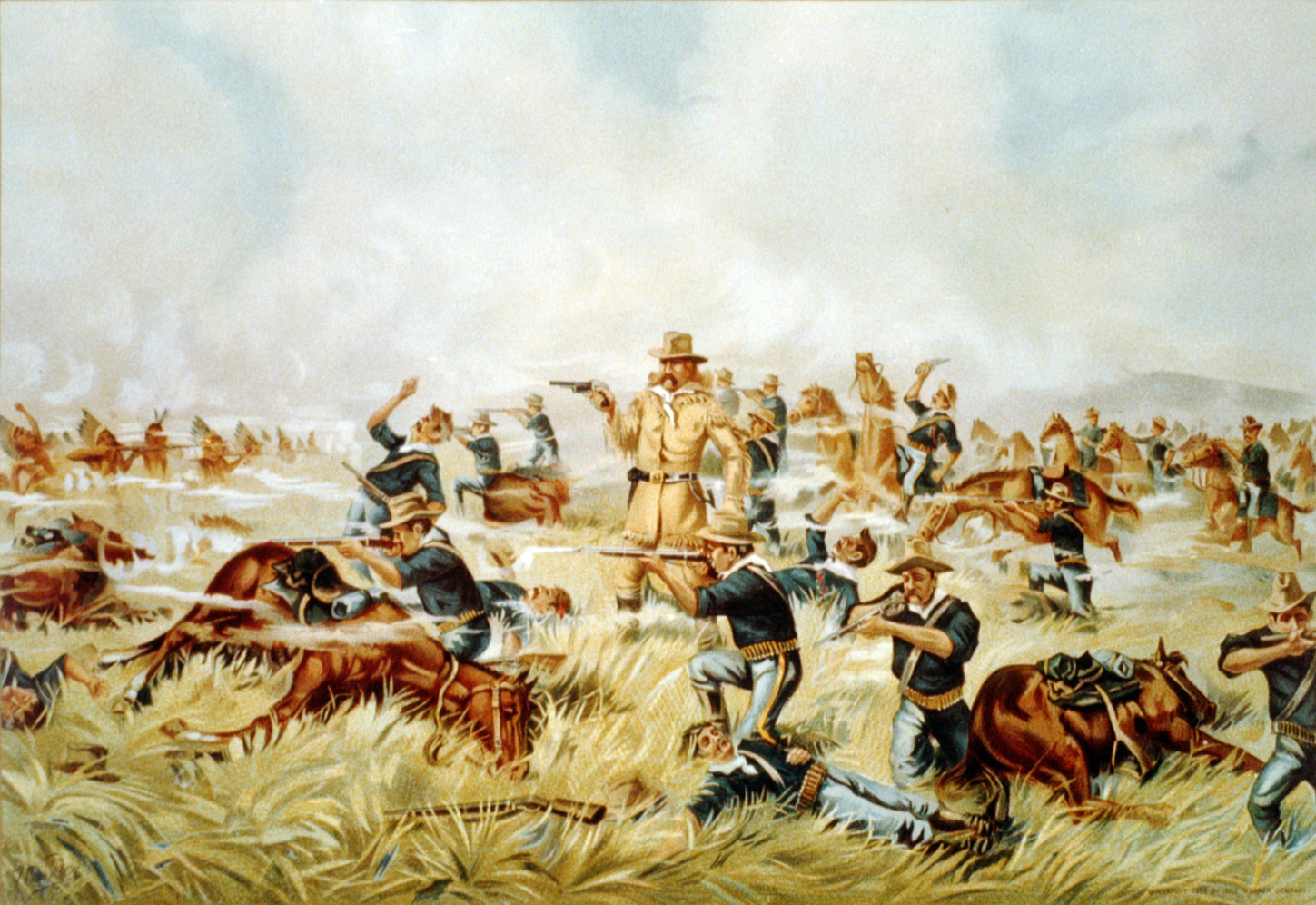
Una cromolitografía de 1889, titulada La masacre de Custer en Big Horn, Montana - 25 de junio de 1876, de autor desconocido.

Mientras Custer cumplía su misión en las Black Hills, el nivel de tensión entre los Estados Unidos y las tribus indias de las llanuras —especialmente los sioux lakota y los cheyennes— se había vuelto insostenible. Los colonos atravesaban continuamente las fronteras acordadas en los pactos con los nativos, y los actos de depredación y violencia se repetían en ambos bandos. Para apoderarse de las Black Hills —y de sus yacimientos de oro— y frenar la respuesta india ante las continuas violaciones  por  parte de los colonos de las fronteras previamente pactadas el Gobierno estadounidense decidió reunir a todas las poblaciones indias en reservas aisladas. El gobierno de Grant anunció que el 31 de enero de 1876 sería la fecha límite para que los indios se presentasen en sus respectivas agencias (reservas), si no querían ser considerados hostiles.
El 7.º Regimiento de Caballería salió del fuerte Lincoln el 17 de mayo de 1876, como parte de un ejército mayor que planeaba rodear a los indios que aún quedasen libres. Entre primavera y verano de 1876, el hombre santo Toro Sentado, de los hunkpapa lakota, había logrado convocar a la mayor fuerza india jamás reunida en Norteamérica. En Ash Creek (Montana), y después en el río Little Bighorn, se celebraron conferencias para discutir qué hacer con los blancos. Fue esta agrupación de indios lakota, cheyenes del norte y arapajó con la que se encontró el Séptimo en la batalla de Little Big Horn.
El 25 de junio, algunos de los exploradores crow de Custer identificaron lo que les pareció un gran campamento indio cerca del curso del río Little Big Horn. Custer dividió sus tropas en tres batallones: el primero, dirigido por el mayor Marcus Reno; el segundo, por el capitán Frederick Benteen, y el tercero bajo su mando. Los capitanes Thomas M. McDougall y la compañía B permanecerían con los pertrechos. Benteen se dirigió al sur y hacia el oeste, para cortar cualquier vía de retirada a los indios; Reno fue hacia el norte, para cargar contra el extremo sur del campamento, y Custer se encaminó al norte, ocultándose en la ribera del río, con la intención de rodear el campamento y atacar desde el norte.
Reno condujo la primera carga contra el extremo sur del campamento, pero deteniéndose a mitad de camino ordenó a sus hombres desmontar y formar una línea de escaramuza. Pronto fueron aplastados por las cargas de indios Lakota y Cheyenne, que contraatacaron en masa contra el expuesto flanco izquierdo de Reno, obligando al comandante y a sus hombres a buscar cobertura en la ribera del río. A la larga, también esa posición se volvería insostenible y sus hombres empezarían una sangrienta retirada hacia el otro lado del río, donde organizarían una nueva línea de defensa. Esta acción inicial del combate ya costó a Reno una cuarta parte de sus efectivos.
Entretanto, e ignorante del fracaso de Reno, Custer dirigía su fuerza hacia el extremo norte del campamento, desde donde planeaba atacar a los indios. Custer contaba con la presión de las fuerzas de Reno para realizar una maniobra de "yunque y martillo". Según el informe de Grinell -basado en el testimonio de indios supervivientes de la batalla-, al menos una parte de los hombres de Custer trataron de vadear el río por el extremo norte del campamento, siendo rechazados por fuego sostenido de los tiradores indios ocultos en la ribera oeste del río. Los soldados se retiraron de la posición, siendo perseguidos por cientos de guerreros hasta una colina al norte del campamento. Custer y sus hombres habrían podido atrincherarse en la cresta del risco si no fuera por un ataque realizado por el flanco conducido por Caballo Loco. Tradicionalmente, la historiografía estadounidense atribuye a Gall el ataque que condujo a Custer hasta lo alto de la colina, pero los testigos indios han negado ese extremo.
Los hombres de Custer mantuvieron temporalmente la defensa en posición de caballería en combate -línea de escaramuza-, con un cuarto de sus hombres guardando los caballos. Sin embargo, esta táctica reducía la potencia ofensiva de Custer en una cuarta parte. Para empeorar las cosas, según se intensificaba el fuego enemigo, muchos soldados tuvieron que sostener las riendas de sus propios caballos, de modo que el fuego procedente del 7.º no hacía más que reducirse. Cuando "Caballo Loco" y "Toro Blanco" cargaron contra el centro de las líneas de Custer, cundió el pánico entre los hombres de Calhoun, aunque los de Myles Keogh parecen haber resistido hasta la muerte allí donde estaban. Muchos de los soldados que huían despavoridos arrojaron sus armas, o se arrastraron hacia el promontorio donde Custer, algunos oficiales y 40 hombres sostenían una última y desesperada defensa. Los indios se lanzaban en esa dirección, aplastando las tropas en fuga y eliminándolas a lanzadas o golpes de maza.
Inicialmente, Custer contaba con 208 oficiales y soldados a su mando, más unos 142 conducidos por Reno, poco más de un centenar a las órdenes de Benteen, 50 hombres en retaguardia con el capitán McDougall, y 84 soldados liderados por el teniente Mathey que guardaban los pertrechos del regimiento. Los indios contaban con cerca de 1800 bravos. Al quedar divididas las tropas de Custer, los indios pudieron recuperar armamento y munición de los soldados caídos, de modo que el fuego indio crecía de forma proporcional al ritmo con que decrecía la capacidad de fuego de Custer. Con este y los escasos supervivientes disparando a sus monturas para utilizarlas como parapeto, los indios lanzaron una última carga sobre el promontorio, eliminando hasta el último soldado. De este modo, la batalla de Little Bighorn pasó a ser conocida como "la última defensa de Custer".
Cuando la columna del general Terry llegó, tres días después, encontró a la mayoría de los cadáveres de soldados despojados de sus armas, víctimas de mutilaciones y estaban sin cabellera. El cuerpo de Custer tenía dos balazos: uno en la sien izquierda y otro justo encima del corazón. Poco después de recuperar su cadáver, Custer fue enterrado con honores militares en el mismo campo de batalla. El 10 de octubre de 1877 sería exhumado y vuelto a enterrar en el cementerio de West Point. El campo de batalla de Little Bighorn fue declarado cementerio nacional en 1876.

## El controvertido legado de Custer

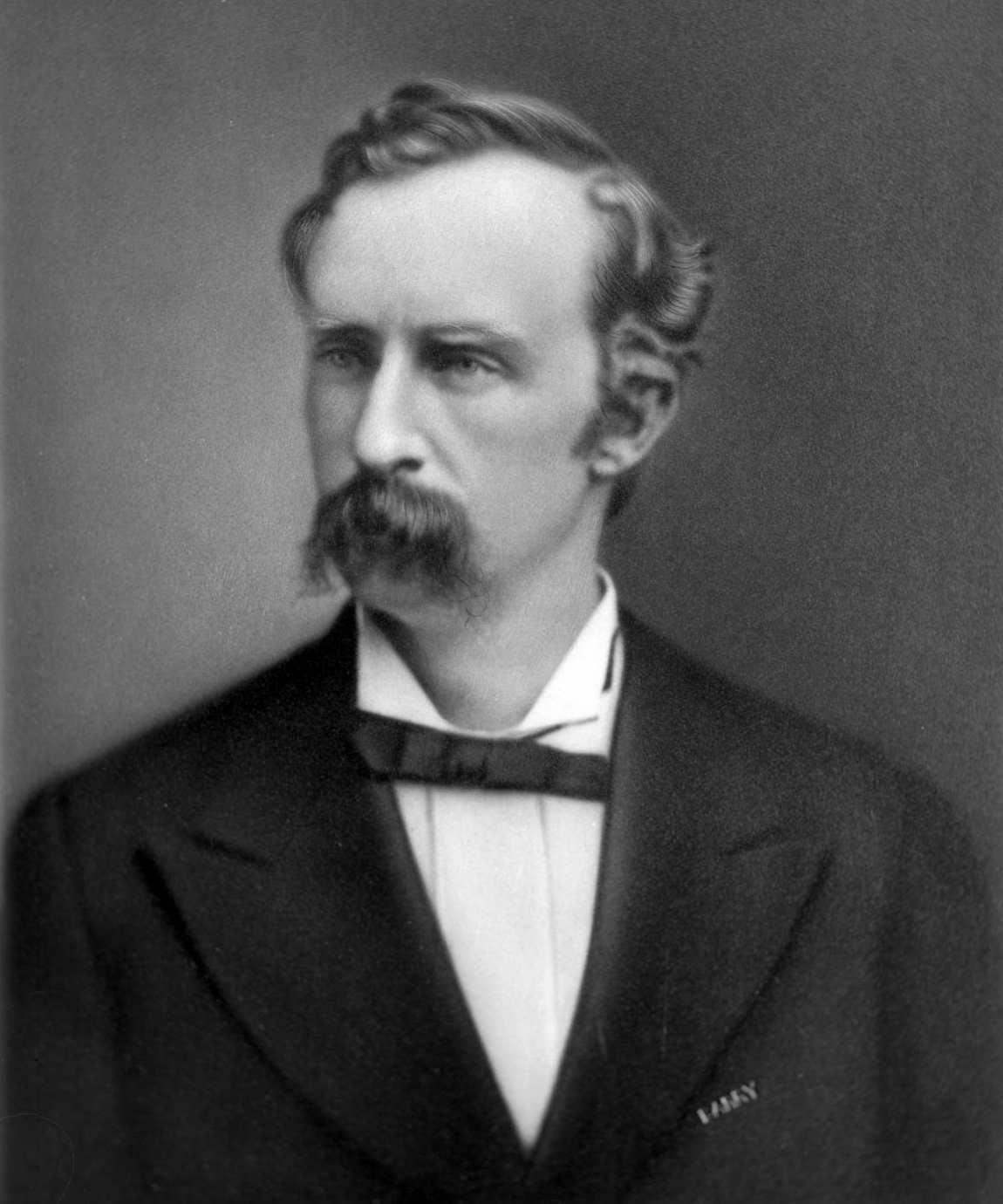
George A. Custer con ropa de civil, ca. 1876

Tras su muerte, Custer alcanzó la fama que siempre había buscado en los campos de batalla. La opinión pública quedó impresionada por su heroísmo y su sacrificio, luchando en unas terribles condiciones contra un enemigo superior en nombre de su patria. La viuda de Custer, Elizabeth Bacon Custer, quien le había acompañado en algunas de sus expediciones, ayudó mucho al crecimiento de este mito con la publicación de numerosos libros sobre su fallecido esposo, como Botas y alforjas: la vida con el general Custer en Dakota (1885), Acampando en las llanuras (1887), y Siguiendo el pendón (1891). El general Custer ya había escrito sobre las Guerras Indias en Mi vida en las llanuras (1874).
Hoy, Custer sería considerado un personaje de los medios, pues entendía el valor de unas buenas relaciones públicas y sabía utilizar los medios de comunicación: frecuentemente invitó a corresponsales de prensa para que le acompañasen en sus campañas —uno de ellos, de hecho, murió en Little Bighorn—, creándose una opinión pública favorable que mantuvo su nombre en el corazón estadounidense hasta bien entrado el siglo XX. En este manejo de los medios, Custer también había utilizado intuitivamente su propia imagen. Tras haber sido ascendido a brigadier general durante la Guerra Civil, Custer había personalizado su uniforme con unas relucientes botas por encima de la rodilla, unos pantalones estrechos color verde oliva, un descuidado sombrero de ala ancha, una estrecha chaqueta de húsar con bordados negros y plata en las mangas, una camisa de marino con estrellas plateadas al cuello, cubiertas por un vistoso pañuelo rojo. Custer llevaba el pelo largo, y se aplicaba una loción de olor a canela. En sus últimas campañas contra los indios, Custer cambió ese uniforme por un traje de pieles que lucía con su tradicional pañuelo colorado.
La interpretación sobre las acciones en campaña de Custer durante las guerras indias han sido objeto de discusión, y se han reconsiderado durante el último siglo. Para algunos críticos, Custer representaba la encarnación de la opresión gubernamental sobre los nativos norteamericanos, mientras que otros[cita requerida] le han visto como un chivo expiatorio de la política india de Grant, a la que él personalmente se oponía. Sus testimonios denunciando los abusos de que los indios eran víctima casi le costaron el mando de sus tropas durante la administración del presidente Grant.
También se ha criticado la conducta de Custer durante la batalla de Little Bighorn, diciendo que sus movimientos fueron impulsivos e ingenuos, aunque otros críticos le han retratado como un héroe, víctima de la incompetencia de sus oficiales subordinados. La controversia sobre la responsabilidad del desastre de Little Bighorn sigue vigente hoy día. El error del mayor Reno a la hora de presionar desde el sur del campamento y su huida a la ribera apenas iniciada la lucha se ha considerado en ocasiones el factor clave de la derrota y destrucción del ejército de Custer, así como la tardía aparición de los refuerzos del capitán Benteen y el fracaso de sus fuerzas combinadas por liberar a Custer del cerco al que estaba sometido.
Por otra parte, otros críticos han señalado hasta tres errores tácticos en el curso de la batalla. Primero, el rechazo de Custer a la proposición del general Terry, quien el 21 de junio ofreció hasta cuatro compañías procedentes del 2.º de Caballería. Custer declaró que "podía eliminar a cualquier pueblo indio de las llanuras" con su regimiento, y que esas tropas de refuerzo solo habrían sido un estorbo. El segundo supuesto error de Custer fue dejar a bordo del vapor Far West una batería de ametralladoras Gatling que le podrían haber sido muy útiles, especialmente cuando sabía que iba a enfrentarse a tropas numéricamente superiores. Por otra parte, antes de abandonar el campamento, todos sus hombres —oficiales incluidos— empaquetaron sus sables, que fueron transportados como pertrechos.
El día del combate, Custer dividió su fuerza de 600 hombres frente a un enemigo numéricamente superior. Si ya había rechazado las tropas y las armas que podían haberle hecho ganar la batalla, dividir sus tropas en tres grupos redujo su fuerza de ataque a 1/6 de lo que podría haber sido. Los defensores de la táctica de Custer alegan que el transporte de las ametralladoras Gatling se habría hecho engorroso, retrasando el movimiento del ejército sobre el accidentado terreno de Yellowstone y el río Little Bighorn. Para Custer, la velocidad era el factor esencial en combate, aunque el poder de fuego añadido que representaban las Gatling podría haberle dado la vuelta a la batalla, sobre todo si consideramos la tendencia india a retirarse ante tecnología militar desconocida.[cita requerida] Otros defensores de Custer dicen que dividir su fuerza era parte de una estrategia para desmoralizar al enemigo, haciéndole pensar que fuerzas muy superiores atacaban desde todos los ángulos, impresión que reforzaría el corte de retirada que Custer planteó desde el principio de la batalla.
El único hecho indiscutible es que las decisiones tácticas de Custer le condujeron a él y a toda su fuerza a la destrucción.

## Monumentos conmemorativos
- Cementerio Nacional Custer, ubicado en el mismo lugar en donde murió.
- Fort Custer National Military Reservation, cerca de Augusta, también en Míchigan, edificado en 1917 con 130 parcelas de tierra. Aquí se prepararon hasta 90 000 soldados que participaron en la Primera Guerra Mundial y en 1940 300 000 que lucharon en la Segunda Guerra Mundial, concretamente en Francia. En la actualidad sigue activo y entrena a policías.
- Fort Custer National Cemetery, ubicado en Míchigan, en Kalamazoo County, Míchigan. Construido en 1917 muy cerca del anterior. Su primer nombre fue el de Fort Custer. Sirvió de entrenamiento a tropas de la primera Gran Guerra. El cementerio no se construyó hasta 1943 con su primer enterramiento, dando así al terreno el nombre actual. En la Segunda Guerra Mundial se expandió para la preparación de soldados y encierro de prisioneros alemanes, algunos de los cuales murieron en este cautiverio y fueron enterrados en el cementerio. A partir de 1960 se llegó a un acuerdo entre la Administración de Veteranos de Guerra para enterrar a caídos en guerra.
- En Monroe, Míchigan existe una estatua ecuestre de Custer, inaugurada en 1910 por su viuda y el presidente Taft.
- La U.S. 85th Infantry División de Estados Unidos tiene como sobrenombre La División Custer.
- El único superviviente después de la masacre fue un caballo de caballería, irónicamente de nombre indio (Comanche); fue considerado un héroe nacional, siendo disecado a su muerte y tratado con honores de mariscal. Durante el funeral de Custer, el caballo marchó en el cortejo sin jinete, dando origen así a la tradición militar estadounidense de ir un caballo sin jinete en los entierros de militares y dignatarios.

## Custer en la cultura popular

### En el cine
- Murieron con las botas puestas, 1941, protagonizada por Errol Flynn y dirigida por Raoul Walsh; es la más conocida película sobre él, aunque de nulo valor histórico.
- La última aventura del General Custer, 1967, protagonizada por Robert Shaw y dirigida por Robert Siodmak.
- La gran masacre Sioux, 1965 dirigida por Sidney Salkow, el personaje de Custer lo interpretaba Philip Carey
- Sitting Bull, casta de guerrero, 1954, dirigida por Sidney Salkow, el personaje de Custer era interpretado por Douglas Kennedy
- Pequeño Gran Hombre, 1970, dirigida por Arthur Penn y protagonizada por Dustin Hoffman, en la que Richard Mulligan realiza el papel de Custer.
- Camino de Santa Fe, dirigida por Michael Curtiz en 1938 donde Ronald Reagan hacía el papel de Custer.
- El último samurái, el general Custer es mencionado por el Capitán Algren (Tom Cruise) como un general con ansias de gloria que hizo que todo su regimiento fuera masacrado por su ambición.
- We Were Soldiers, filme verídico protagonizado por Mel Gibson, como un coronel estudioso de Custer y con miedo a cometer sus mismos errores en el inicio de la guerra de Vietnam; el general Custer es mencionado a lo largo de la película en varias ocasiones, ya que al igual que en la historia de Custer, su regimiento es también el 7.°de caballería y se enfrenta contra aprox. 4000 enemigos.
- El equipo A, en varios episodios se dicen frases sobre él, el coronel Hanibal Smith le nombra en reiteradas ocasiones.
- En la película Una noche en el museo 2 aparece como personaje secundario, quien es un maniquí de exhibición en el museo más grande del mundo y cobra vida debido a la tabla del faraón egipcio, su papel es interpretado por el actor Bill Hader.
- En la película Spirit: el corcel indomable, él es el antagonista.

### En los videojuegos
- Protagoniza Custer's Revenge, un videojuego pornográfico de 1982 para la Atari 2600 por Mystique.
- Protagoniza la batalla de Little Big Horn en el juego "Age of Empires III: The Warchiefs", y tiene unas pequeñas apariciones en los videoclips del juego.
- En Spore, si matan a 30 compañeros durante la fase criatura (no necesita ser durante la misma partida) aparecerá una tarjeta llamada "General Custer"; ésta muestra a un hombre con sombrero y muchas flechas clavadas.-->

### En la televisión
- Es un antagonista recurrente durante las primeras temporadas de la serie Dr. Quinn, Medicine Woman. Fue interpretado por Taylor Nichols, Darren Dalton y Jason Leland Adams.
- En la serie El túnel del tiempo, en el episodio Masacre, es interpretado por Joe Maross.
- En la serie Star Trek: The Next Generation, en concreto en el episodio 3x10 “El Traidor”, Custer es mencionado por el capitán Picard al momento de llegar a un lugar hostil y no recibir acciones hostiles al llegar. El comandante Riker le replica que espera que ellos tengan mejor suerte que Custer.